# تياغو براس دا سيلفا
تياغو براس دا سيلفا، رياضي برازيلي متخصص في القفز بالزانة، حامل الرقم القياسي الأولمبي وقدره 6.03 متر.
حصل على الميدالية الذهبية في بطولة العالم للناشئين لألعاب القوى 2012.
عام 2013، أصبح بطل أمريكا الجنوبية مسجلاً رقماً قياسياً في دروة ألعاب أمريكا الجنوبية في الميدان وقدره 5.83 متر. في 25 حزيران (يونيو) 2015، سجل رقماً قياسياً في بطولة العالم التي أقيمت في باكو في أذربيجان وقدره 5.92 متر.
في 13 شباط (فبراير) 2016، حطم الرقم القياسي لأمريكا الجنوبية حيث سجّل ارتفاعاً قدره 5.93 متر في برلين، ألمانيا.
في 15 آب (أغسطس) 2016، حصل على الميدالية الذهبية في مسابقة القفز بالزانة في الألعاب الأولمبية الصيفية 2016 في ريو دي جانيرو وسجل رقماً قياسياً أولمبياً ورقماً جديداً لأمريكا الجنوبية قدره 6.03 متر، وهو أقل بسنتيمتر واحد ع ن الرقم الأمريكي المسجل باسم براد ووكر في 8 حزيران (يونيو) 2008.

## سجل المنافسات
| العام         | المسابقة                                             | المكان                     | المركز        | ملاحظة |               |
| يمثّل البرازيل | يمثّل البرازيل                                        | يمثّل البرازيل              | يمثّل البرازيل | يمثّل البرازيل | يمثّل البرازيل |
| ------------- | ---------------------------------------------------- | -------------------------- | ------------- | --- | ------------- |
| 2009          | بطولة أمريكا الجنوبية لألعاب القوى للناشئين 2009     | ساو باولو                  | 3rd           | 4.40 m |               |
| 2010          | ألعاب القوى في الألعاب الأولمبية الصيفية للشباب 2010 | سنغافورة                   | 2nd           | 5.05 m |               |
| 2010          | بطولة أمريكا الجنوبية لألعاب القوى للشباب 2010       | ميديلين                    | 1st           | 5.10 m |               |
| 2011          | بطولة أمريكا لألعاب القوى للناشئين 2011              | ميرامار (فلوريدا)          | 1st           | 5.20 m |               |
| 2011          | بطولة أمريكا الجنوبية لألعاب القوى للناشئين 2011     | ميديلين                    | 2nd           | 4.85 m |               |
| 2012          | بطولة العالم للناشئين لألعاب القوى 2012              | برشلونة                    | 1st           | 5.55 m ‏ |               |
| 2013          | بطولة أمريكا الجنوبية لألعاب القوى 2013              | قرطاجنة (كولومبيا)         | الأول         | القفز بالزانة للرجال ارتفاع 5.83 متر                                                                                               |               |
| 2013          | بطولة العالم لألعاب القوى 2013                       | موسكو                      | 14 (خروج)     | القفز بالزانة للرجال ارتفاع 5.40 متر                                                                                               |               |
| 2014          | بطولة العالم لألعاب القوى داخل الصالات 2014          | سوبوت                      | الرابع        | القفز بالزانة للرجال ارتفاع 5.75 متر                                                                                               |               |
| 2014          | دورة ألعاب أمريكاالجنوبية 2014                       | سانتياغو                   | –             | القفز بالزانة للرجال |               |
| 2015          | دورة ألعاب عموم أمريكا 2015                          | تورونتو                    | –             | دورة ألعاب عموم أمريكا 2015 – القفز بالزانة للرجال                                                                                 |               |
| 2015          | بطولة العالم لألعاب القوى 2015                       | بكين                       | 19 (خروج)     | القفز بالزانة للرجال ارتفاع 5.65 متر                                                                                               |               |
| 2016          | بطولة العالم في الصالات المغلقة 2016                 | بورتلاند (أوريغون)         | 12            | القفز بالزانة للرجال ارتفاع 5.55 متر                                                                                               |               |
| 2016          | ISTAF Indoor                                         | برلين، ألمانيا             | الأول         | 5,93 متر AR |               |
| 2016          | الألعاب الأولمبية الصيفية 2016                       | ريو دي جانيرو              | الأول         | ألعاب القوى في الألعاب الأولمبية الصيفية 2016 – \|القفز بالزانة ارتفاع 6.03 متر قائمة الأرقام القياسية الأولمبية في ألعاب القوى AR |               |
| 2018          | بطولة العالم لألعاب القوى داخل الصالات 2018          | برمنجهام ، المملكة المتحدة | 12th          | 5.60 متر |               |
| 2019          | بطولة أمريكا الجنوبية لعام 2019 في ألعاب القوى       | ليما ، بيرو                | 2nd           | 5.41 متر |               |
| 2019          | دورة الألعاب الأمريكية 2019                          | ليما ، بيرو                | 4th           | 5.51 متر |               |
| 2019          | بطولة العالم لألعاب القوى 2019                       | الدوحة، قطر                | 5th           | 5.70 متر |               |

## وصلات خارجية
- تياغو براس دا سيلفا على موقع الاتحاد الدولي لألعاب القوى (الإنجليزية)
- تياغو براس دا سيلفا على موقع الاتحاد الإيطالي لألعاب القوى (الإيطالية)
- تياغو براس دا سيلفا على موقع الدوري الماسي (الإنجليزية)
- تياغو براس دا سيلفا على موقع اللجنة الأولمبية الدولية (الإنجليزية)
- تياغو براس دا سيلفا على موقع أوليمبيديا (الإنجليزية)
- تياغو براس دا سيلفا على موقع اللجنة الأولمبية البرازيلية (البرتغالية)

| مناصب رياضية       | مناصب رياضية                                                                 | مناصب رياضية     |
| ------------------ | ---------------------------------------------------------------------------- | ---------------- |
| سبقه أنطون إيفاكين | بطولة العالم للناشئين لألعاب القوى – قفز بالزانة 12 تموز 2012 – 26 تموز 2014 | تبعه آكسيل شابيه |